# Deelstaatparlementen van de Verenigde Staten

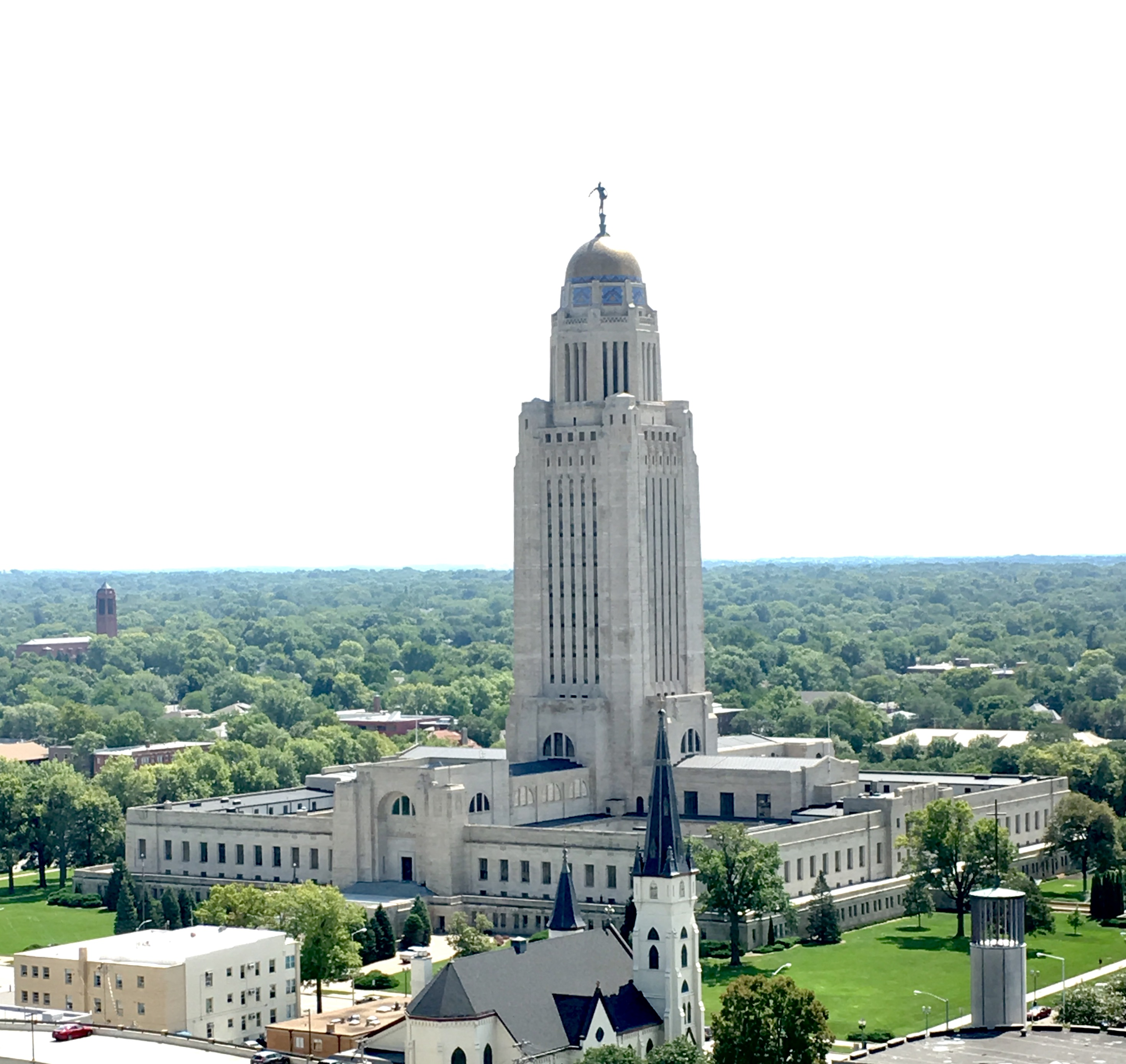
Het Nebraska State Capitol, waar de zittingen van het deelstaatparlement van Nebraska plaatsvinden.

De deelstaatsparlementen van de Verenigde Staten zijn de wetgevende machten van de 50 staten van de Verenigde Staten van Amerika.
Op Nebraska na hebben alle staten een tweekamerstelsel. Daarbij is dan de 'lagere' kamer een soort Huis van Afgevaardigden en de 'hogere' kamer de senaat. Nebraska heeft als enige een eenkamerstelsel.
In het algemeen moeten wetsvoorstellen door beide kamers worden goedgekeurd (en door de gouverneur worden ondertekend) terwijl de senaat het primaat heeft op de bevestiging van benoemingen door de gouverneur.
Een belangrijke rol wordt, net als in het federale Huis van Afgevaardigden en de Senaat, gespeeld door de verschillende parlementaire commissies. Zij bereiden wetsvoorstellen voor op specifieke gebieden, en zijn verantwoordelijk voor het toezicht op de deelstaatsregering.